# Pete Strange
Peter Charles Strange (Plaistow (Newham), 19 december 1938 – Banstead, 14 augustus 2004) was een Britse jazztrombonist, -componist en -arrangeur.

## Biografie
Strange speelde als kind viool, voordat hij als tiener overstapte naar de trombone. Zijn eerste grote optreden was met Eric Silk en zijn Southern Jazz Band toen hij pas 18 jaar oud was. In 1957 splitste Silks klarinettist Teddy Layton zich af en vormde samen met Strange zijn eigen band. Hij werd in 1958 opgeroepen voor de National Service en werd bandlid in de Lancashire Fusiliers, terwijl hij in Cyprus diende. Hierna speelde Strange met Sonny Morris, Charlie Gall en Ken Sims en voegde zich vervolgens bij Bruce Turner van 1961 tot 1964.
Na 1964 ging Turner ongeveer 10 jaar met gedeeltelijk pensioen, waarbij hij af en toe speelde met Freddy Randall, Joe Daniels en Ron Russell, maar geen fulltime verbintenissen had. In 1974 keerde hij terug om permanent bij Turner te spelen en in 1978 richtte hij samen met Alan Elsdon het Midnite Follies Orchestra op. In 1980 richtte hij het vijf-trombone-ensemble Five-A-Slide op met Roy Williams en Campbell Burnap. Strange trad in 1983 toe tot de band van Humphrey Lyttelton en bleef bij hem tot aan zijn dood in augustus 2004. Hij speelde ook met zijn eigen zijgroep, de Great British Jazz Band.

## Overlijden
Peter Strange overleed in augustus 2004 op 65-jarige leeftijd.
- International Standard Name Identifier: 0000 0000 5137 3107
- Library of Congress Control Number: no2008109644
- MusicBrainz: 8277c203-2e90-46bc-823b-19676c8fdb68
- Virtual International Authority File: 39194046
- WorldCat: E39PBJgMBjq4cWhHgk8wxbVHmd